# Dub u Pavlova
Dub u Pavlova je památný strom dub zimní (Quercus petraea) jihojihozápadně od zaniklé vesnice Pavlov na k. ú. Pavlov u Vernéřova, ZSJ města Klášterec nad Ohří v okrese Chomutov v Ústeckém kraji.
Roste v Krušných horách v nadmořské výšce 450 m.

## Základní údaje
Obvod kmene měří 333 cm, koruna stromu dosahuje do výšky 20 metrů (měření 2009). V roce 2009 bylo stáří stromu odhadováno na 200 let.
Dub je chráněn od roku 1990 jako ochrana genofondu a krajinná dominanta.

## Stromy v okolí
- Louchovská lípa
- Dub svatého Kryštofa
- Skupina třmeňáckých dubů
- Mikulovická lípa
- Dub u koupaliště